# Lesley Harris
Lesley Elizabeth Harris (* 18. Oktober 1954 in  Kuala Lumpur) ist eine kanadische Badmintonspielerin.

## Karriere
Lesley Harris wurde 1971 im Badminton Dritte bei den kanadischen Winterspielen gefolgt von drei Titeln bei den kanadischen Juniorenmeisterschaften. 1975 wurde sie kanadische Vizemeisterin im Dameneinzel und Vierte im Uber Cup, der Weltmeisterschaft für Damenmannschaften. Bei der Einzelweltmeisterschaft 1977 schied sie dagegen schon in Runde eins aus und wurde 33.

## Sportliche Erfolge
| Saison | Veranstaltung                   | Disziplin   | Platz | Name                             |
| ------ | ------------------------------- | ----------- | ----- | -------------------------------- |
| 1971   | Canadian Games                  | Team        | 3     | Quebec                           |
| 1973   | Kanada: Juniorenmeisterschaften | Dameneinzel | 1     | Lesley Harris, QC                |
| 1973   | Kanada: Juniorenmeisterschaften | Damendoppel | 1     | Lesley Harris / Lori Gerzine, QC |
| 1974   | Kanada: Juniorenmeisterschaften | Dameneinzel | 1     | Lesley Harris, QC                |
| 1975   | Uber Cup                        | Damenteam   | 4     | Kanada                           |
| 1975   | Kanada: Meisterschaften         | Dameneinzel | 2     | Lesley Harris, QC                |
| 1977   | Weltmeisterschaft               | Dameneinzel | 33    | Lesley Harris                    |